# Главачок
Главачок (рум. Glavacioc) — село у повіті Арджеш в Румунії. Входить до складу комуни Штефан-чел-Маре.
Село розташоване на відстані 66 км на захід від Бухареста, 53 км на південний схід від Пітешть, 115 км на схід від Крайови, 135 км на південь від Брашова.

## Населення
За даними перепису населення 2002 року у селі проживала 531 особа, усі — румуни. Усі жителі села рідною мовою назвали румунську.